# 神谷新一
神谷 新一（かみや しんいち、1903年7月 - 1986年11月8日）は、日本の実業家。竹中工務店副社長などを務めた。

## 経歴
長野県木曽郡大桑村生まれ。松本中学（長野県松本深志高等学校の前身）から、早稲田大学へ進み、建築科に学ぶ。1928年、竹中工務店大阪本社に入り、もっぱら現場管理関係に従事する。満洲竹中工務店常務取締役、竹中工務店専務取締役、大阪支店長、副社長などを歴任し、竹中工務店顧問となった。
現場監督として関わった建物には、1937年竣工の平安中学校（龍谷大学付属平安中学校・高等学校の前身）講堂・教室や、1936年から 1937年にかけて現地に住み込んで担当した、ヴォーリズ建築事務所の設計による豊郷尋常高等小学校（豊郷町立豊郷小学校の前身）などがある。1970年の大阪万博の際には、ソ連館など28のパビリオンを建設する総責任者を務めた。戦時中、豊郷小学校のシンボルでもあるウサギとカメの彫刻は金属供出により失われたが、戦後神谷は自費でこの装飾を復元させたという。